# Chi Gối hạc
Chi Gối hạc hay chi Củ rối (danh pháp khoa học: Leea) là một chi thực vật phân bố rộng khắp tại khu vực Nam Á và Đông Nam Á cũng như tại một số khu vực thuộc châu Phi nhiệt đới và Madagascar. Nó là chi duy nhất trong họ Leeaceae. Chi Leea chứa khoảng 34-70 loài, tùy theo hệ thống phân loại và nó thường hay được đặt trong họ Nho (Vitaceae), chẳng hạn như trong hệ thống APG II người ta đặt chi Leea trong phân họ Leeoideae (họ Vitaceae). Leea cũng được đặt trong họ riêng của chính nó dựa trên các khác biệt hình thái học giữa Leeaceae và phần còn lại của họ Vitaceae. Các khác biệt này bao gồm số lượng noãn trên mỗi ngăn (hai ở Vitaceae và một ở Leeaceae), số lượng lá noãn (hai ở Vitaceae và ba ở Leeaceae), và sự vắng mặt hay hiện diện của ống nhị lép (có trong Leeaceae) và đĩa hoa (có trong Vitaceae). Cấu trúc phấn hoa cũng đã được kiểm tra cho sự phân ranh giới phân loại, mặc dù các nghiên cứu đã kết luận rằng phấn hoa của Leeaceae và Vitaceae gợi ý là các họ này nên được giữ tách biệt trong khi các nghiên cứu khác lại kết luận rằng Leea nên được gộp vào trong Vitaceae.

## Hình ảnh

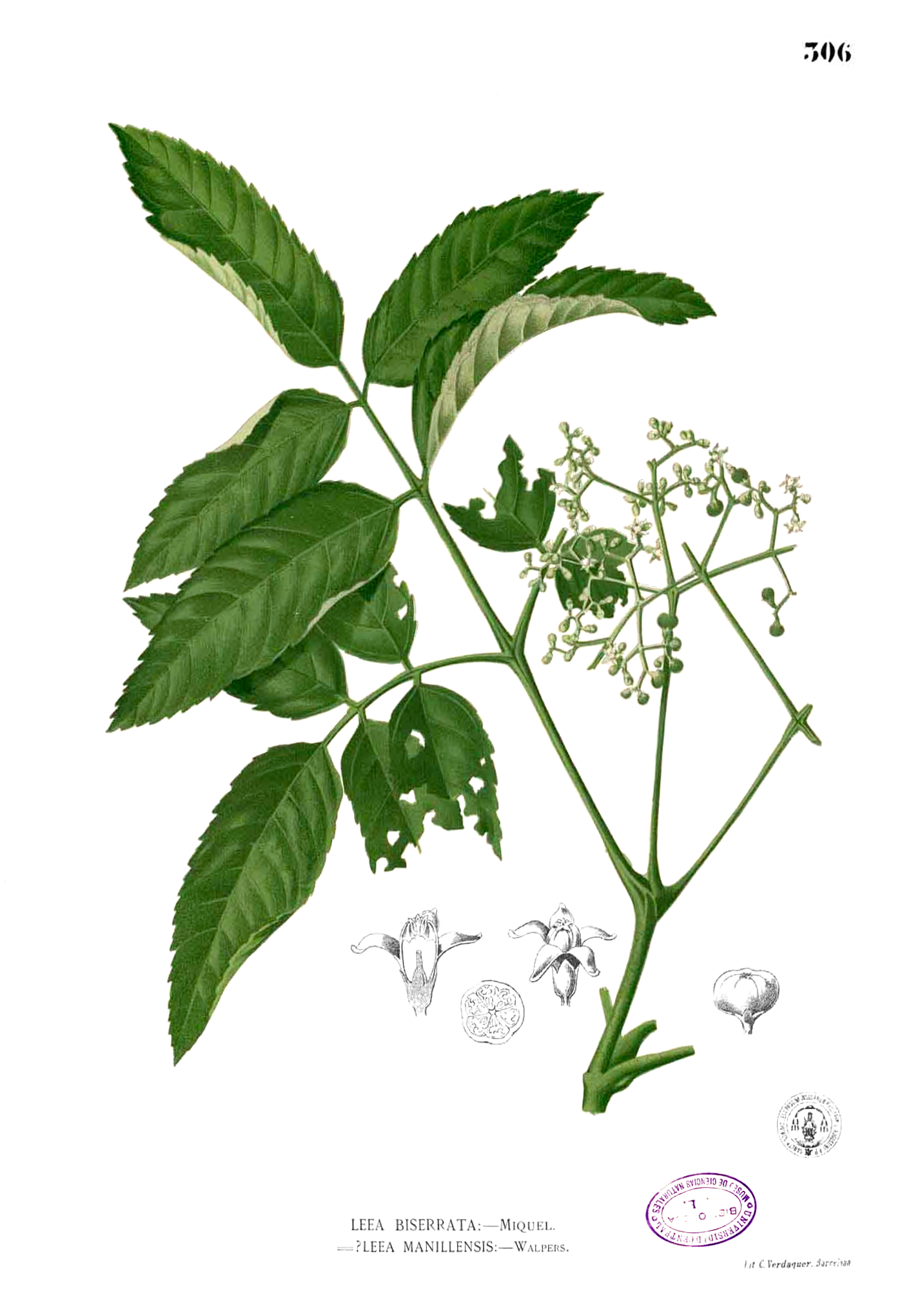
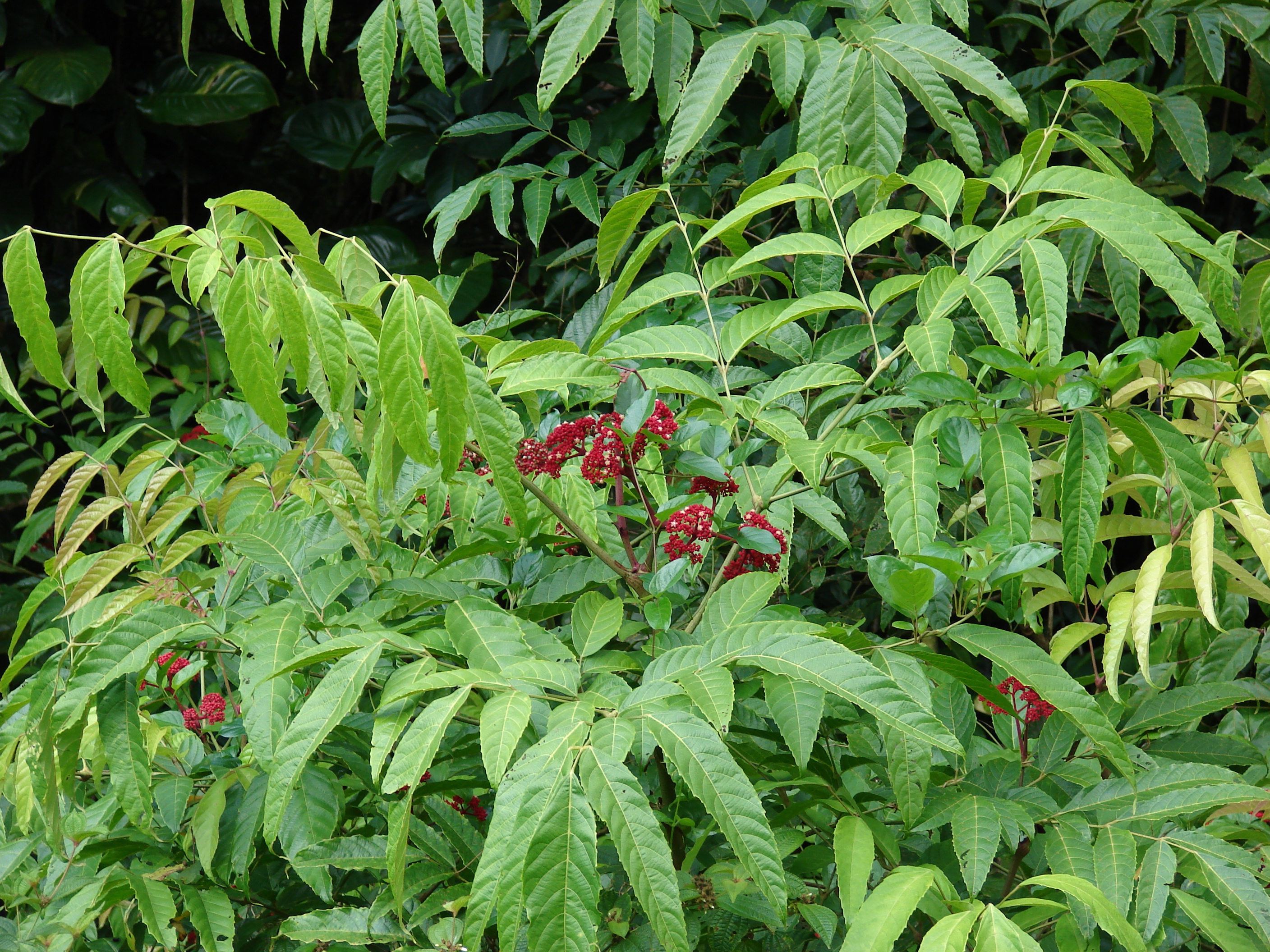
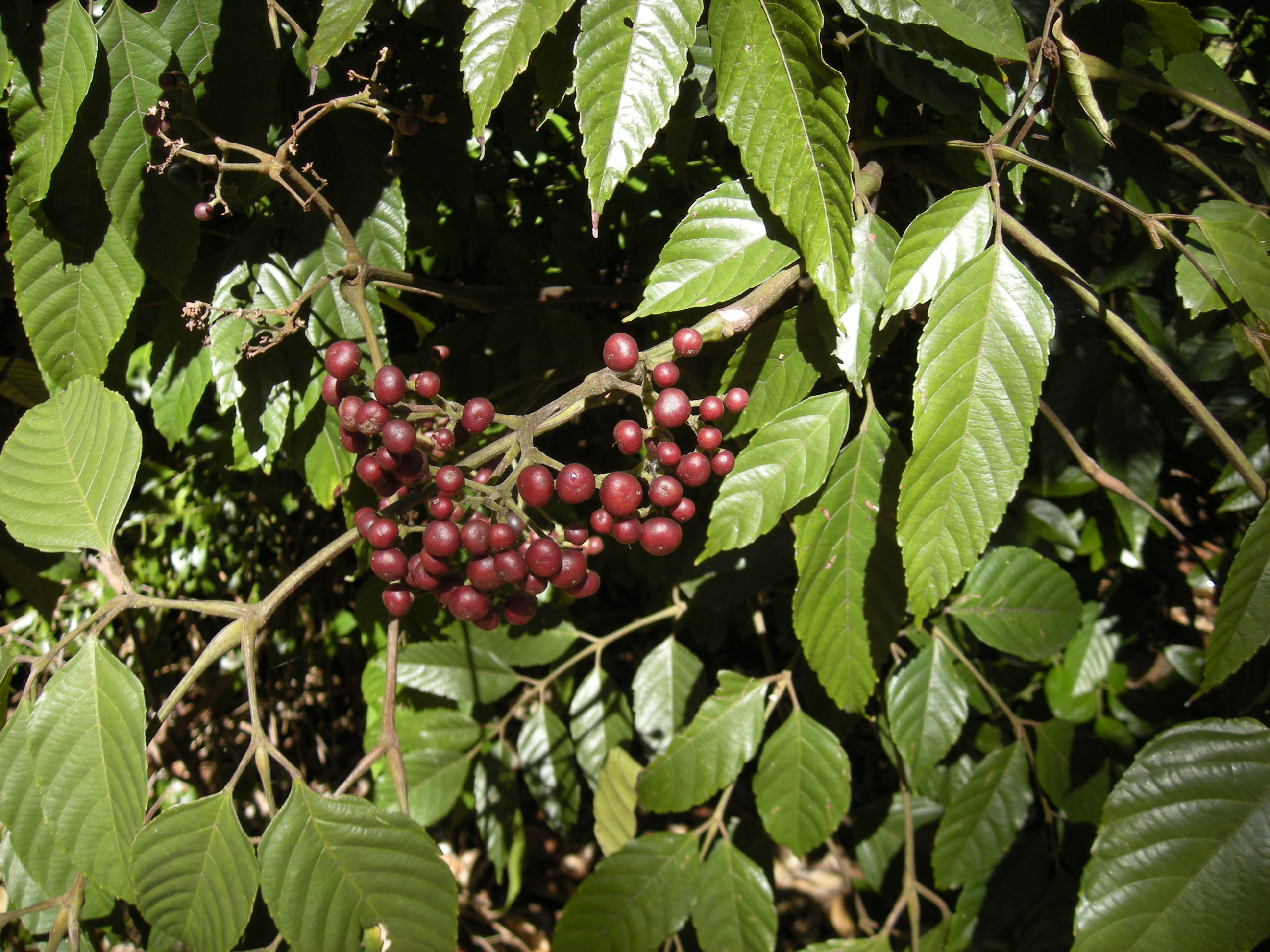
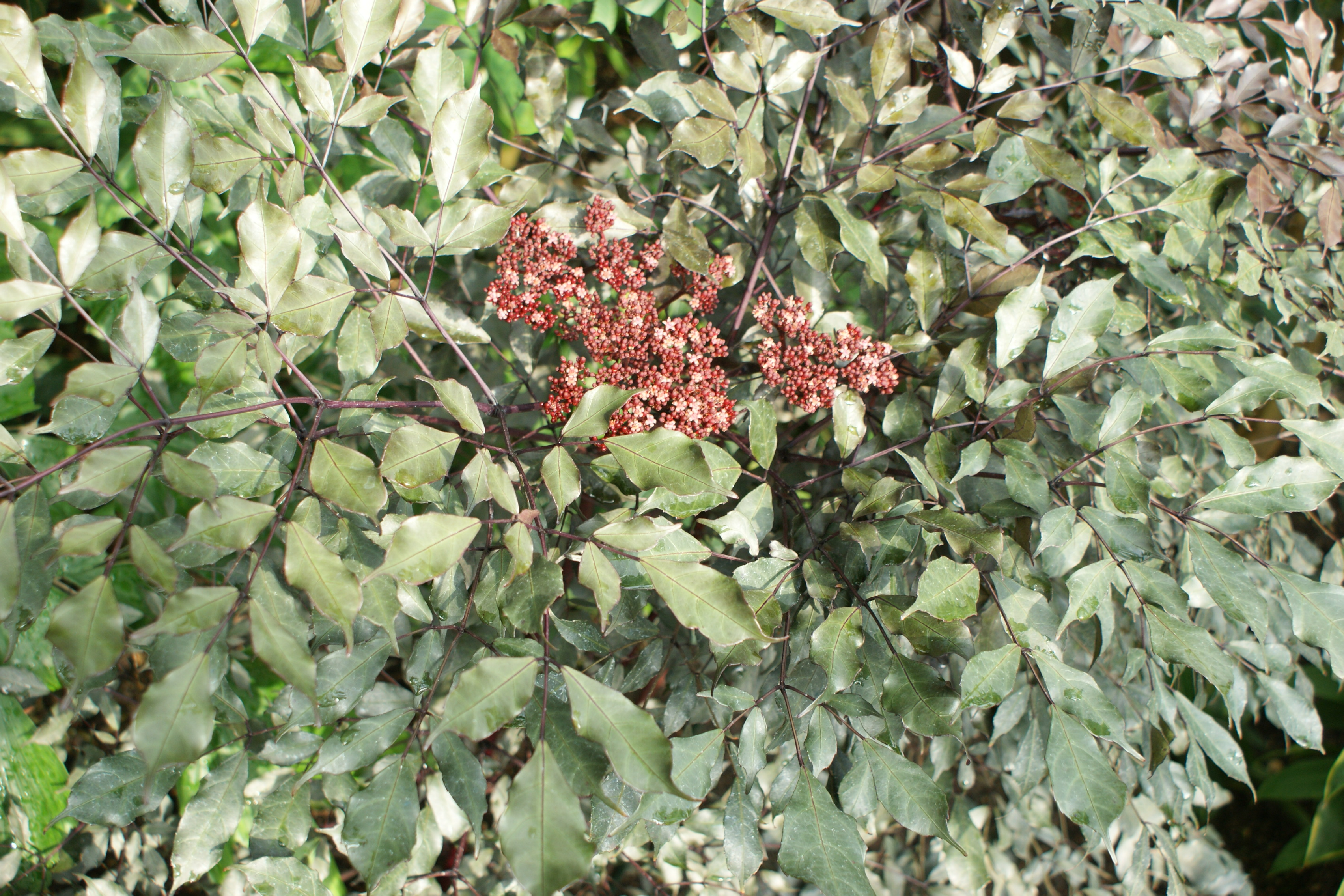